# وعد الرواشدة
وعد سمير توفيق الرواشدة هي لاعبة كرة قدم أردنية تلعب في مركز الدفاع. كانت ضمن تشكيلة منتخب الأردن للسيدات.